# Spezia Foot Ball Club 1929-1930
Questa pagina raccoglie i dati riguardanti lo Spezia Foot Ball Club nelle competizioni ufficiali della stagione 1929-1930.

## Stagione
Dopo alcune stagioni di purgatorio, nella stagione 1929-1930 il neopromosso Spezia, dopo la splendida cavalcata della scorsa stagione, disputa il primo campionato di Serie B, un torneo a girone unico, difficile ed avvincente. La squadra va attrezzata per affrontarlo. Il nuovo presidente Giuseppe Canese non fa drammi e affida la squadra alla vecchia gloria Attilio Maggiani ed al tecnico inglese James Broad. Per l'attacco dove non ci sono più De Manzano, Zanollo e Malatesta, si punta sui vari Cappelli, Ghidoni e Rimoldi e sui nuovi innesti Girino e Savani. Gli aquilotti chiudono il torneo con 30 punti al quattordicesimo posto, l'ultimo utile per salvarsi, anche se con cinque punti di vantaggio sulla Biellese, la prima delle retrocesse. A far pendere verso il basso le quotazioni degli aquilotti, le cinque sconfitte di fila patite a febbraio-marzo.  Il primo campionato cadetto ha promosso il Casale ed il Legnano in Serie A e ha retrocesso in Prima Divisione la Biellese, il Prato, la Reggiana e la Fiumana.

## Rosa
| N. |                   | Ruolo | Calciatore          |
| -- | ----------------- | ----- | ------------------- |
|    | Italia (bandiera) | C     | Giuseppe Andrei     |
|    | Italia (bandiera) | D     | Enrico Bozzo        |
|    | Italia (bandiera) | D     | Francesco Caiti     |
|    | Italia (bandiera) | C     | Leone Canepa        |
|    | Italia (bandiera) | A     | Giulio Cappelli     |
|    | Italia (bandiera) | A     | Fulvio Chiodo       |
|    | Italia (bandiera) | P     | Giovanni Costa      |
|    | Italia (bandiera) | A     | Dario Cozzani       |
|    | Italia (bandiera) | D     | Domenico Debarbieri |
|    | Italia (bandiera) | D     | Pasquale Farina     |
|    | Italia (bandiera) | A     | Giovanni Gallotti   |
|    | Italia (bandiera) | C     | Amedeo Ghidoni      |
|    | Italia (bandiera) | A     | Gino Girino         |
|    | Italia (bandiera) | D     | Dionisio Mannucci   |

| N. |                   | Ruolo | Calciatore              |
| -- | ----------------- | ----- | ----------------------- |
|    | Italia (bandiera) | D     | Giovanni Meoni          |
|    | Italia (bandiera) | A     | Luigi Pantani           |
|    | Italia (bandiera) | C     | Alberto Papini          |
|    | Italia (bandiera) | A     | Gino Rimoldi            |
|    | Italia (bandiera) | A     | Romano Rinesi           |
|    | Italia (bandiera) | C     | Rizzo                   |
|    | Italia (bandiera) | A     | Aldo Rossi              |
|    | Italia (bandiera) | C     | Gennaro Santillo        |
|    | Italia (bandiera) | A     | Armando Savani (II)     |
|    | Italia (bandiera) | A     | Riccardo Snidersich (I) |
|    | Italia (bandiera) | P     | Paolo Strati            |
|    | Italia (bandiera) | D     | Ornello Tacchinardi     |
|    | Italia (bandiera) | D     | Armando Toso            |
|    | Italia (bandiera) | C     | Umberto Vivaroli        |

## Risultati

### Serie B

#### Girone di andata
| La Spezia 6 ottobre 1929 1ª giornata | Spezia                | 0 – 0 | Atalanta | Stadio Alberto Picco\| Arbitro: \| Mattea (Casale Monf.) \| |
| Arbitro:                             | Mattea (Casale Monf.) |       |          |                                                             |

| Arbitro: | Lerni (Torino) |

|                         |           |  |
| Dalfini 36’ Patuzzi 51’ | Marcatori |  |

| Arbitro: | Beretta (Novi Ligure) |

|                               |           |                |
| Rimoldi 39’, 64’ Cappelli 66’ | Marcatori | 73’ Baccilieri |

| Arbitro: | Giulini (Lodi) |

|               |           |                  |
| Bezzecchi 48’ | Marcatori | 22’, 80’ Rimoldi |

| Arbitro: | D'Alessandro (Vercelli) |

|                               |           |  |
| R. Snidersich 25’ (rig.), 46’ | Marcatori |  |

| Arbitro: | Gonani (Ravenna) |

|  |           |                       |
|  | Marcatori | 6’ Andrei 35’ Ghidoni |

| Arbitro: | Lenti (Genova) |

|                                                     |           |  |
| Ticozzelli 26’ (rig.) Migliavacca 61’ Patrucchi 80’ | Marcatori |  |

| Arbitro: | Corradini (Bologna) |

|            |           |  |
| Ghidoni 9’ | Marcatori |  |

| Arbitro: | Turbiani (Ferrara) |

|                                       |           |                        |
| E. Martin 15’, 60’ Guglielminotti 23’ | Marcatori | 35’ Andrei 66’ Ghidoni |

| La Spezia 15 dicembre 1929 10ª giornata | Spezia               | 0 – 0 | Legnano | Stadio Alberto Picco\| Arbitro: \| Mastellari (Bologna) \| |
| Arbitro:                                | Mastellari (Bologna) |       |         |                                                            |

| Arbitro: | Giulini (Lodi) |

|                  |           |  |
| Spadavecchia 25’ | Marcatori |  |

| La Spezia 5 gennaio 1930 12ª giornata | Spezia          | 0 – 0 | Fiorentina | Stadio Alberto Picco\| Arbitro: \| Rovida (Milano) \| |
| Arbitro:                              | Rovida (Milano) |       |            |                                                       |

| Arbitro: | Dall'Era (Brescia) |

|            |           |                            |
| Papini 46’ | Marcatori | 53’ A. Galli 89’ Marchetti |

| Arbitro: | Scarpi (Dolo) |

|                          |           |  |
| M. Marini 17’ Gelada 25’ | Marcatori |  |

| Arbitro: | Gonani (Ravenna) |

|            |           |             |
| Girino 40’ | Marcatori | 41’ Ferrero |

| Arbitro: | Asei Conte (Vercelli) |

|                                                     |           |  |
| Gianelli 35’, 77’ Gavello 59’ D. Gay 80’ Raggio 83’ | Marcatori |  |

| Arbitro: | Brighenti (Trento) |

|                        |           |  |
| Scategni 39’, 60’, 75’ | Marcatori |  |

#### Girone di ritorno
| Arbitro: | Sardi (Genova) |

|            |           |  |
| Nebbia 14’ | Marcatori |  |

| Arbitro: | Garbieri (Genova) |

|  |           |            |
|  | Marcatori | 3’ Dalfini |

| Arbitro: | Quilleri (Brescia) |

|                                   |           |  |
| R. Simonetti 9’ Farina 31’ (aut.) | Marcatori |  |

| Arbitro: | Turriti (Firenze) |

|                                   |           |  |
| Ghidoni 52’ Girino 70’ Papini 81’ | Marcatori |  |

| Arbitro: | Pagnin (Treviso) |

|                 |           |  |
| Vaccari 5’, 31’ | Marcatori |  |

| Arbitro: | Sassi (Roma) |

|                                          |           |  |
| Girino 10’ Miltone 47’ (aut.) Andrei 83’ | Marcatori |  |

| Arbitro: | Mastellari (Bologna) |

|                         |           |  |
| Girino 17’ Cappelli 50’ | Marcatori |  |

| Arbitro: | Mazzarini (Roma) |

|                                             |           |  |
| Gorini 42’, 78’ Giuge 48’ G. Rossi 74’, 83’ | Marcatori |  |

| Arbitro: | Biancone (Roma) |

|                                     |           |               |
| Savani 3’, 50’ Girino 17’, 48’, 86’ | Marcatori | 74’ E. Martin |

| Arbitro: | Beratta (Novi Ligure) |

|                                       |           |  |
| Ottolina 14’ V. Rizzi 39’ Aliatis 66’ | Marcatori |  |

| Arbitro: | Scaltriti (Modena) |

|            |           |  |
| Andrei 44’ | Marcatori |  |

| Arbitro: | D'Alessandro (Vercelli) |

|                                            |           |           |
| Luchetti 4’ Rivolo 21’, 32’ Baldinotti 65’ | Marcatori | 57’ Rizzo |

| Arbitro: | Tagliabue (Milano) |

|                            |           |  |
| Ravetta 35’, 41’, 57’, 74’ | Marcatori |  |

| Arbitro: | Gazzola (Torino) |

|                        |           |  |
| M. Canestri 13’ (aut.) | Marcatori |  |

| Arbitro: | Maddoloni (Bari) |

|                                   |           |  |
| Ferrero 17’ G. Innocenti 37’, 69’ | Marcatori |  |

| Arbitro: | D'Alessandro (Vercelli) |

|                                     |           |                        |
| Cappelli 25’ (rig.), 40’ Savani 47’ | Marcatori | 21’, 26’, 89’ Gianelli |

| Arbitro: | C. De Crescenzo (Napoli) |

|                 |           |              |
| Girino 18’, 35’ | Marcatori | 86’ Scategni |

## Statistiche

### Statistiche di squadra
| Competizione | Punti | In casa | In casa | In casa | In casa | In casa | In casa | In trasferta | In trasferta | In trasferta | In trasferta | In trasferta | In trasferta | Totale | Totale | Totale | Totale | Totale | Totale | DR  |
| Competizione | Punti | G       | V       | N       | P       | Gf      | Gs      | G            | V            | N            | P            | Gf           | Gs           | G      | V      | N      | P      | Gf     | Gs     | DR  |
| ------------ | ----- | ------- | ------- | ------- | ------- | ------- | ------- | ------------ | ------------ | ------------ | ------------ | ------------ | ------------ | ------ | ------ | ------ | ------ | ------ | ------ | --- |
| Serie B      | 30    | 17      | 10      | 5       | 2       | 28      | 10      | 17           | 2            | 1            | 14           | 8            | 44           | 34     | 12     | 6      | 16     | 36     | 54     | -18 |

### Statistiche dei giocatori
| Giocatore      | Serie B  | Serie B |
| Giocatore      | Presenze | Reti    |
| -------------- | -------- | ------- |
| G. Andrei      | 29       | 5       |
| Bianchi        | 3        | 0       |
| E. Bozzo       | 13       | 1       |
| F. Caiti       | 32       | 0       |
| L. Canepa      | 4        | 0       |
| G. Cappelli    | 30       | 4       |
| F. Chiodo      | 4        | 0       |
| L. Codari      | 1        | 0       |
| G. Costa       | 8        | -14     |
| A. Cozzani     | 1        | 0       |
| D. Debarbieri  | 8        | 0       |
| P. Farina      | 32       | 0       |
| Ferrero        | 3        | 0       |
| G. Gallotti    | 1        | 0       |
| A. Ghidoni     | 27       | 3       |
| G. Girino      | 15       | 10      |
| D. Mannucci    | 1        | 0       |
| G. Meoni       | 22       | 0       |
| L. Pantani     | 3        | 0       |
| A. Papini      | 22       | 2       |
| G. Rimoldi     | 6        | 4       |
| R. Rinesi      | 2        | 0       |
| A. Rossi       | 3        | 0       |
| G. Santillo    | 28       | 1       |
| A. Savani      | 20       | 4       |
| R. Snidersich  | 3        | 2       |
| P. Strati      | 26       | -40     |
| O. Tacchinardi | 24       | 0       |
| A. Toso        | 2        | 0       |
| U. Vivaroli    | 1        | 0       |